# Seznam nejvyšších budov v Atlantě

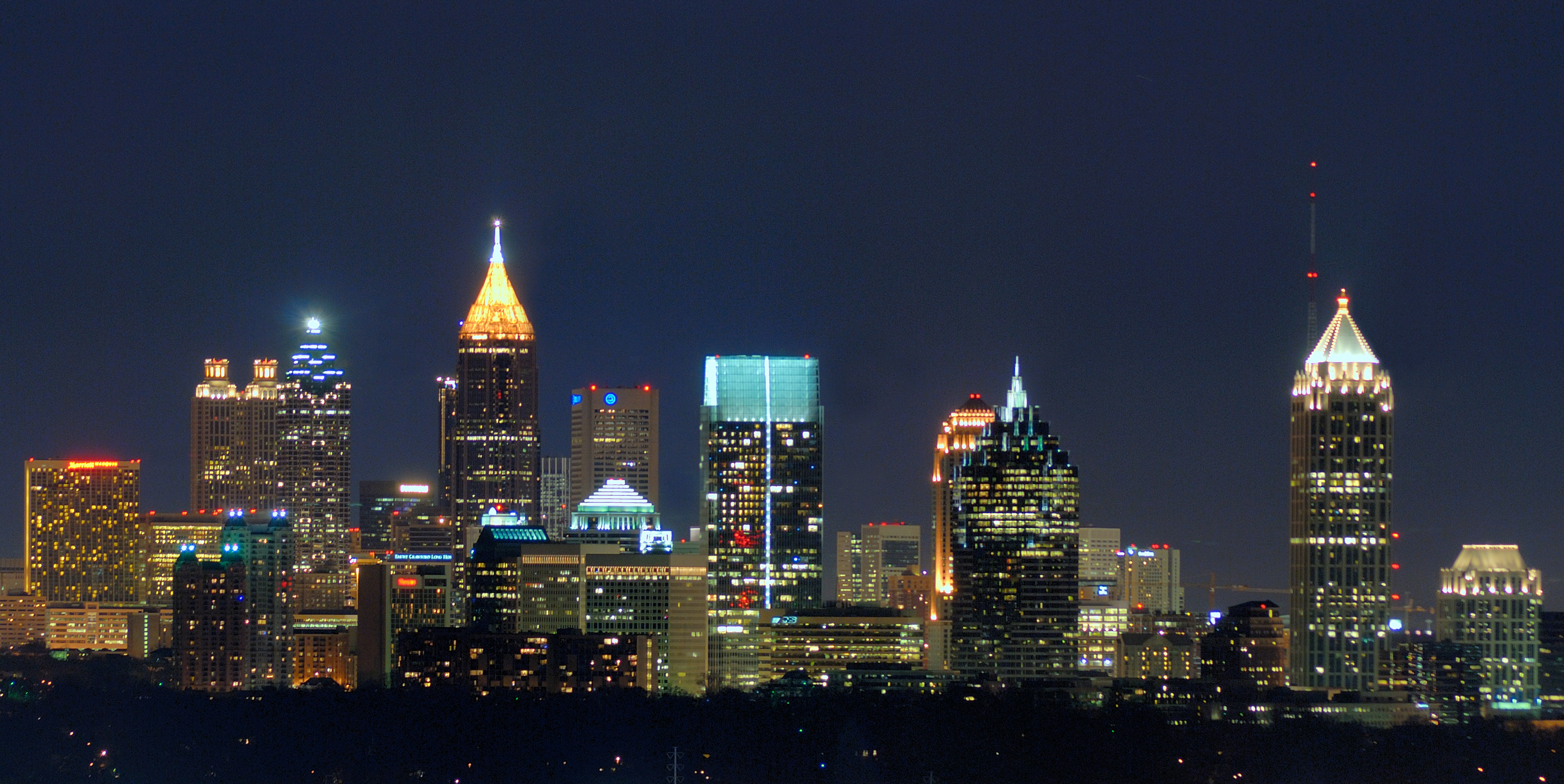
Centrum města v noci

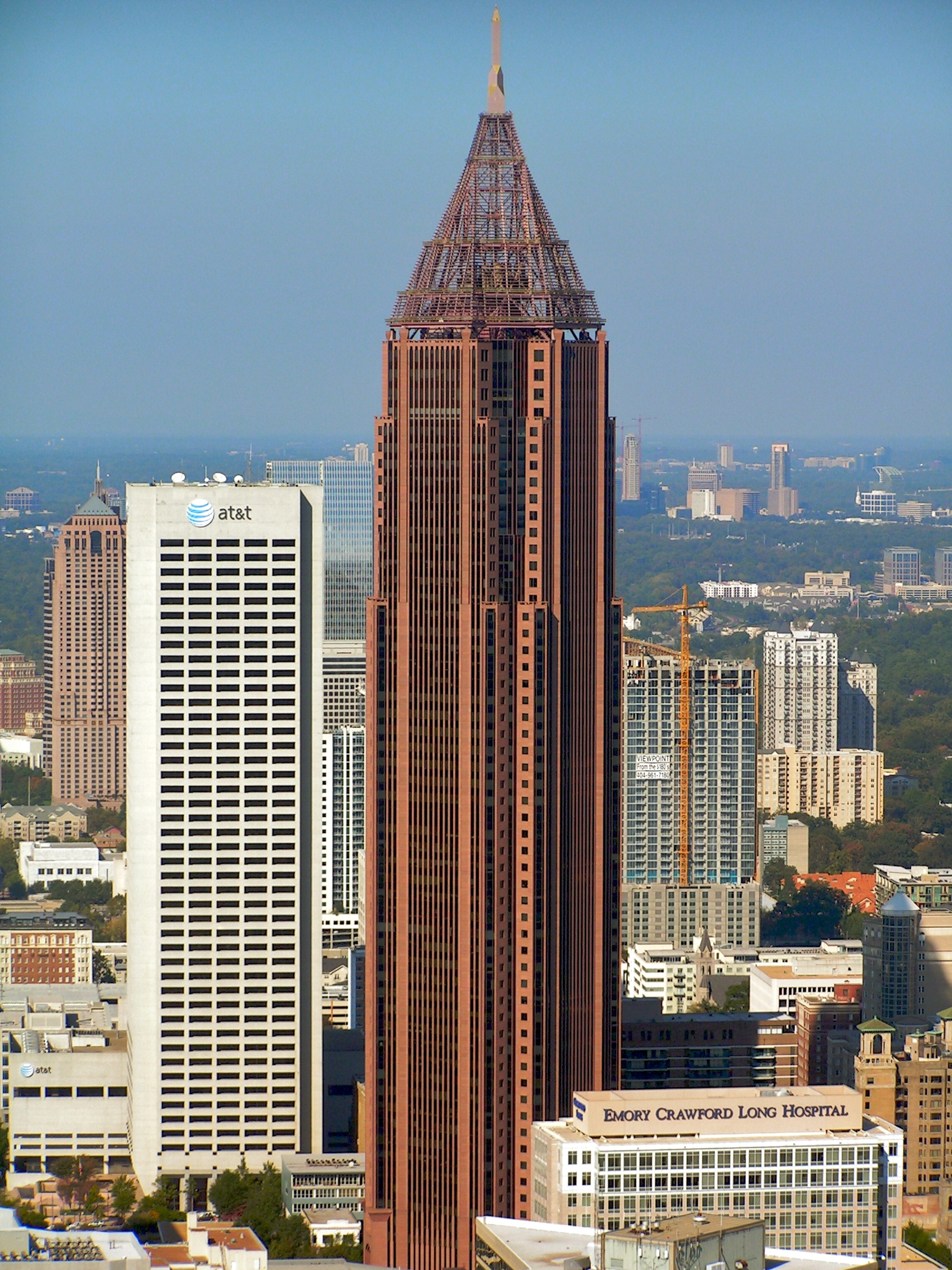
Bank of America Plaza – nejvyšší budova ve městě

Seznam 20 nejvyšších dokončených budov  v Atlantě (Georgie, USA). Platný v roce 2010.
| Pořadí | Název                          | Výška [m] | Podlaží | Rok dokončení |
| ------ | ------------------------------ | --------- | ------- | ------------- |
| 1      | Bank of America Plaza          | 312       | 55      | 1992          |
| 2      | SunTrust Plaza                 | 265       | 60      | 1992          |
| 3      | One Atlantic Center            | 250       | 50      | 1987          |
| 4      | 191 Peachtree Tower            | 235       | 50      | 1990          |
| 5      | Westin Peachtree Plaza         | 220       | 73      | 1976          |
| 6      | Georgia-Pacific Tower          | 212       | 52      | 1982          |
| 7      | Promenade II                   | 211       | 38      | 1990          |
| 8      | AT&T Midtown Center            | 206       | 47      | 1982          |
| 9      | 3344 Peachtree                 | 203       | 48      | 2008          |
| 10     | 1180 Peachtree                 | 200       | 41      | 2006          |
| 11     | Four Seasons Hotel Atlanta     | 186       | 53      | 1992          |
| 12     | The Mansion on Peachtree       | 177       | 42      | 2008          |
| 13     | The Atlantic                   | 176       | 46      | 2009          |
| 14     | Two Peachtree Building         | 169       | 44      | 1966          |
| 15     | Marriott Marquis Hotel         | 169       | 52      | 1985          |
| 16     | TWELVE Centennial Park Tower I | 150       | 39      | 2007          |
| 17     | Park Avenue Condominiums       | 148       | 44      | 2000          |
| 18     | Terminus 100                   | 148       | 26      | 2007          |
| 19     | ViewPoint                      | 146       | 36      | 2008          |
| 20     | Paramount at Buckhead          | 146       | 40      | 2004          |